# Skansasjön
Skansasjön är en sjö i Borås kommun i Västergötland och ingår i Viskans huvudavrinningsområde. Sjön är 9,5 meter djup, har en yta på 0,116 kvadratkilometer och befinner sig 190,4 meter över havet.

## Delavrinningsområde
Skansasjön ingår i det delavrinningsområde (639745-133676) som SMHI kallar för Ovan 639647-133295. Medelhöjden är 214 meter över havet och ytan är 21,14 kvadratkilometer. Det finns inga avrinningsområden uppströms utan avrinningsområdet är högsta punkten. Lillån som avvattnar avrinningsområdet har biflödesordning 3, vilket innebär att vattnet flödar genom totalt 3 vattendrag innan det når havet efter 90 kilometer. Avrinningsområdet består mestadels av skog (83 %). Avrinningsområdet har 0,27 kvadratkilometer vattenytor vilket ger det en sjöprocent på 1,3 %. Bebyggelsen i området täcker en yta av 0,8 kvadratkilometer eller 4 % av avrinningsområdet.